# يد التحكم الكلاسيكية
يد التحكم الكلاسيكية (باليابانية:クラシックコントローラ, Kurashikku Kontorōra) هي وحدة تحكم العاب أنتجتها شركة نينتيندو لجهاز تحكم ألعاب الفيديو الوي. لقد أصبحت لاحقا متوافقة مع وحدة الوي يو، ولكن تم استبدالها بشكل رسمي بوحدة تحكم الكلاسيكية برو. في أبريل من 2014، أوقفت نينتيندو إنتاج كل من يد التحكم الكلاسيكية ويد التحكم الكلاسيكية برو.

## تاريخ
عندما تم الكشف عن الوي ريموت لأول مرة في سبتمبر 2005، أعلنت نينتيندو عن «حافظة» للوي ريموت تشبه وحدة التحكم في الألعاب التقليدية، والتي أُشار إليها باسم «حافظة توسيع كلاسيكية». كما كان موصوف في ذلك الوقت، فإن الوي ريموت يتسع داخل الحافظة، ما يسمح للاعبين باستخدام الوي ريموت كوحدة تحكم كلاسيكية، مع السماح أيضا باستخدام قدرة استشعار الحركة التي يتمتع بها الوي ريموت. وفقًا لـ ساتورو إواتا، ستكون الحافظة مخصصة للعب «الألعاب الحالية وألعاب فرتشول كونسول والألعاب متعددة المنصات.»  أظهرت العروض التوضيحية المبكرة لقدرات الوي وجود لاعبين يتنافسان فيما يبدو أنه لعبة وي سبورتس أحد اللاعبين كان يستخدم يد التحكم الكلاسيكية والآخر يستخدم جهازي وي ريموت، لكن لاحقا تم الغاء خاصية استخدام وحدات تحكم مختلفة.

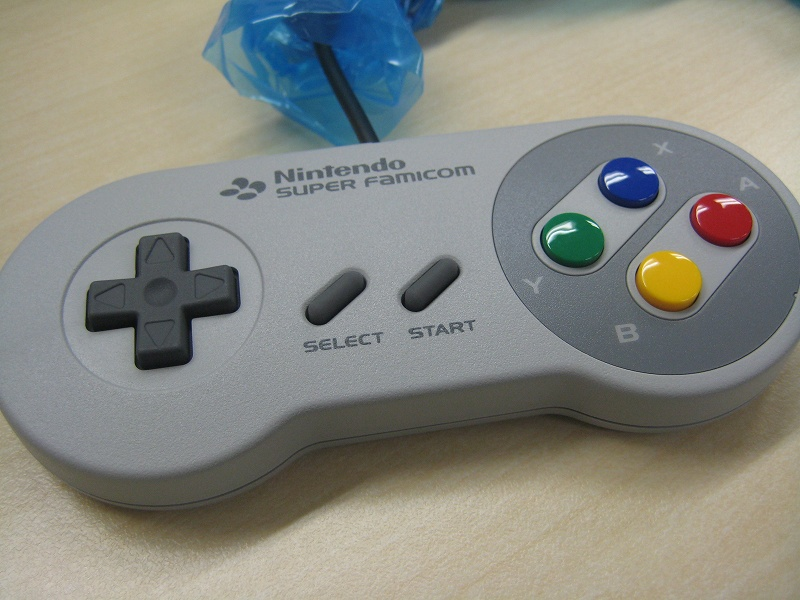
يد تحكم لوحدة السوبر فاميكوم

خلال E3 2006، عرضت نينتيندو وحدة التحكم الكلاسيكية (رقم الموديل RVL-005)، والتي بدلاً من وضع الوي ريموت داخلها (كما يتم الفعل بالحافظة)، يتم توصيل الوحدة باستخدام سلك إلى منفذ في الوي ريموت، بطريقة مماثلة لـ Nunchuk.
تحتوي الوحدة على عصيتين وزرين كتف إضافيين: زري ZL و ZR. التكوين العام مشابه للتكوين الخاص بايدي تحكم أجهزة ألعاب الجيل السابع الأخرى.